# 브레넌 존슨
브레넌 프라이스 존슨(영어: Brennan Price Johnson, 2001년 5월 23일 ~ )은 웨일스의 축구 선수로, 현재 잉글랜드 프리미어리그의 토트넘 홋스퍼와 웨일스 국가대표팀에서 공격수로 활동 중이다. 다재다능한 공격수인 그는 윙 양쪽, 스트라이커 또는 세컨드 스트라이커에 배치되었다.

## 구단 경력

### 토트넘 홋스퍼
2023년 9월 1일, 존슨은 프리미어리그 클럽 토트넘 홋스퍼와 6년 4,750만 파운드의 이적료로 계약했다. 그는 2023년 9월 16일, 셰필드 유나이티드와의 경기에서 토트넘 데뷔 전을 치렀고, 2-1로 승리했다. 11월 11일, 존슨은 울버햄프턴 원더러스와의 원정 경기에서 3분 만에 토트넘 소속으로 첫 골을 넣었다.
토트넘 선수들이 국가대표로 출전하지 못하고 선수단에 부상을 당하면서 존슨은 첫 시즌 겨울 동안 선발 라인업에서 많은 기회를 얻었다. 2024년 1월 31일, 존슨은 브렌트퍼드와의 경기에서 클럽의 두 번째 골을 넣었다. 그의 골은 토트넘의 첫 골인 데스티니 우도기가 넣은 지 불과 1분 만에 나온 것으로, 8분 이내에 넣은 세 골 중 두 번째 골이었다. 토트넘 홋스퍼는 이 경기에서 3-2로 승리했다. 2024년 2월 10일, 존슨은 브라이턴 & 호브 앨비언과의 홈 경기에서 62분 티모 베르너와 교체되어 경기에 출전한 후 토트넘 홋스퍼의 연장전 결승골을 넣었다. 존슨은 2024년 3월 2일, 토트넘의 크리스털 팰리스와의 경기에서 티모 베르너의 첫 골을 어시스트하며 동점을 만들었다. 이후 손흥민의 3-1 승리를 도왔다.
존슨은 5골 10어시스트로 시즌을 마감했으며, 10어시스트는 토트넘 선수 중 가장 많은 공동 어시스트를 기록했다.
존슨은 UEFA 유로파리그 준결승 1차전 보되/글림트와의 경기에서 경기 시작 1분 만에 득점하였고, 팀은 이 경기를 3-1로 승리하였다.
또한 존슨은 2025년 UEFA 유로파리그 결승전에서 결승골을 기록하며 토트넘의 1-0 승리를 이끌었다.

## 국가대표팀 경력
2020년 9월, 존슨은 처음으로 웨일스 국가대표팀에 소집되었다. 존슨은 2020년 11월 12일, 미국과의 경기에서 0-0 무승부를 기록하며 웨일스 데뷔 전을 치렀다. 그는 2021년 9월 1일, 핀란드와의 경기에서 웨일스 국가대표팀에 처음 선발 출전했지만 파울을 당해 페널티킥을 얻어냈다. 이 기회는 웨일스 팀 동료 해리 윌슨이 잡았지만 핀란드 골키퍼 칼요한 에릭손이 막아냈다. 존슨은 2022년 6월 11일, 벨기에와의 UEFA 네이션스리그 1-1 무승부에서 웨일스 국가대표팀 데뷔 첫 골을 넣었다.
2022년 11월, 존슨은 카타르의 2022년 FIFA 월드컵에서 웨일스 국가대표팀에 이름을 올렸다. 1958년 FIFA 월드컵 이후 웨일스가 토너먼트에 진출한 것은 이번이 처음이다.

## 수상

#### 노팅엄 포리스트
- EFL 챔피언십 승격 플레이오프 : 2022

토트넘 홋스퍼
- UEFA 유로파리그: 2024–25[18]

### 개인
- EFL 챔피언십 시즌의 영플레이어 : 2021-22